# 2С2
2С2 «Фиалка» (индекс ГАБТУ — Объект 924) — советская опытная 122-мм дивизионная авиадесантная самоходная гаубица.
Разработана на Волгоградском тракторном заводе. Главный конструктор шасси — И. В. Гавалов, 122-мм орудия 2А32 — Ф. Ф. Петров. 2С2 «Фиалка» предназначалась для действий в составе подразделений воздушно-десантных войск, для подавления и уничтожения живой силы, артиллерийских и миномётных батарей, а также для разрушения дзотов, обеспечения проходов в минных полях и полевых заграждениях.

## История создания
В конце 1950-х годов на вооружение стран-участниц Холодной войны начали в массовом количестве поступать ракетно-ядерные типы вооружения. При теоретическом планировании военных действий с применением ядерного оружия, большая роль отводилась воздушно-десантным войскам, которые по замыслу должны были использовать и сохранять высокие темпы наступления после ракетно-бомбового удара ядерным оружием. По состоянию на 1950—1960-е годы, оснащение воздушно-десантных подразделений ВС Союза ССР не многим отличалось от оснащения дивизий и корпусов времён Великой Отечественной войны. Сложившаяся ситуация требовала серьёзной реорганизации и переоснащения ВДВ. Кроме того, на смену устаревшим военно-транспортным самолётам Ил-12 и Ил-14 были разработаны новые самолёты Ан-8 и Ан-12. Новые самолёты имели больший внутренний объём и большую грузоподъёмность. Для реализации новых возможностей военно-транспортной авиации и составления новой Программы вооружения ВДВ в 1964 году был выпущен Приказ Министра обороны СССР о начале научно-исследовательских работ для определения тактико-технических требований к военной технике ВДВ. В этом же году 3-й центральный научно-исследовательский институт начал комплексную НИР «Купол».
В результате выполнения НИР «Купол», была выявлена необходимость оснащения воздушно-десантных войск вооружением, позволявшим эффективно выполнять задачи борьбы с воздушными и наземными целями в тылу противника. При этом подразделения ВДВ должны были обладать высокой манёвренностью, а также иметь защиту от воздействия результатов применения оружия массового поражения, поэтому новая система вооружения ВДВ предусматривала полную механизацию используемых подразделений. В ходе НИР были определены образцы артиллерийской техники для оснащения воздушно-десантных войск — это 122-мм гаубица, 100-мм противотанковая пушка, 120-мм миномёт, пусковая установка РСЗО и ПТРК. Анализ транспортировочных возможностей самолёта Ан-12Б показал, что масса десантируемой техники не должна превышать 10 тонн со средствами десантирования, а существовавшая на тот момент техника сухопутных войск не отвечала определённым требованиям ни по массе, ни по габаритным характеристикам, ни по допустимым перегрузкам при десантировании. Полученные проработки легли в основу ОКР под наименованием «Фиалка» (индекс ГРАУ — 2С2). В 1967 году вышло постановление ЦК КПСС и Совета министров СССР № 609—201 от 4 июля. В соответствии с этим постановлением была официально начата разработка новой 122-мм авиадесантируемой самоходной гаубицы.

Экспериментальное САО «Нона-Д» на базе самоходной гаубицы 2С2 «Фиалка». Вместо гаубицы 2А32 установлено орудие Д-64

Головным разработчиком 2С2 был назначен Волгоградский тракторный завод, гаубица 2А32 проектировалась в ОКБ-9. В феврале 1968 года первые три опытных образца 2С2 были направлены на испытания, однако к концу года испытания были остановлены, так как шасси САУ не выдерживало отдачу орудия. В 1969 году была проведена НИР «Купол-2», по результатам которой было принято решение о создании универсального самоходного артиллерийского орудия. Проблему отдачи орудия «Фиалки» не решило и использование дополнительного опорного катка в ходовой части шасси. Одним из вариантов выхода из сложившейся ситуации было предложение использовать орудие с баллистикой 122-мм гаубицы М-30. В 1974 году опытный образец САУ 2С2 был продемонстрирован командующему ВДВ В. Ф. Маргелову, после чего было принято решение о начале работ над новым универсальным самоходным артиллерийским орудием. В этом же году в рамках НИР «Нона-Д» на базе самоходной гаубицы 2С2 с удлинённой ходовой частью был выполнен макетный образец САО с установкой 120-мм орудия Д-64 вместо 122-мм гаубицы 2А32. С началом проектирования универсального орудия 2С9 «Нона-С», работы над «Фиалкой» были прекращены.

## Конструкция

### Броневой корпус
Самоходная гаубица 2С2 «Фиалка» выполнена по рубочной схеме установки орудия (на этапе проектирования был проработан вариант с башенной установкой орудия, но он не получил одобрения в ГРАУ). Корпус машины сварен из алюминиевых броневых катанных листов, полностью герметичен и позволяет осуществлять преодоление водных преград вплавь. Для увеличения внутреннего объёма машины верхняя лобовая деталь корпуса имела угол наклона в 78°, а нижняя в 50°. Корпус разделён на три отделения: силовое (моторно-трансмиссионное), отделение управления и боевое. В передней и средней частях корпуса располагается боевое отделение. В задней части корпуса расположено моторно-трансмиссионное отделение. В неподвижной броневой рубке установлено орудие, а также рабочие места экипажа САУ.

### Вооружение
Основным вооружением САУ 2С2 является 122-мм гаубица 2А32. Орудие полностью унифицировано по баллистическим характеристикам и используемым боеприпасам со 122-мм гаубицей 2А31. Конструктивным отличием гаубицы 2А32 являлся новый более лёгкий одноцилиндровый накатник. Вместо цепного досылателя использовался пневматический прибойник. Наведение орудия осуществлялось с помощью ручных приводов. Благодаря внедрённым изменениям, массу орудия удалось снизить с 1440 до 1380 кг. Зона наведения по горизонту составляла ±15°, а по вертикали от −3 до 70°. В основной боекомплект гаубицы 2А32 входили осколочно-фугасные снаряды 3ОФ7 и 3ОФ8 с радиовзрывателем АР-30, а также снаряды 53-ОФ-462 и 53-ОФ-462Ж, которые могли комплектоваться как контактными взрывателями РГМ2 или В-90, так и радиовзрывателями АР-5. Осколочно-фугасные снаряды имели начальную скорость на полном заряде 690 м/с и максимальной дальностью стрельбы в 15,2 км. Кроме того, было предусмотрено использование осветительных и дымовых снарядов. Для борьбы с бронированной техникой в боекомплекте 2С2 имелись кумулятивные вращающиеся боеприпасы 3БП1. Боеприпас способен пробивать 180-мм гомогенную броневую сталь на расстояниях до 2 км. Стрельба по бронированным целям могла вестись невращающимися кумулятивными снарядами 3БК6 (пробивающими 400 мм гомогенной броневой стали). Для борьбы с живой силой противника в боекомплекте САУ 2С2 имелся шрапнельный снаряд 3Ш1, оснащённый поражающими стреловидными элементами, которые при разрыве боеприпаса разлетаются под углом 24°.
| Характеристики основных применяемых боеприпасов САУ 2С2 |                   |                 |                   |                                 |                                     |                            |
| Индекс снаряда                                          | Масса снаряда, кг | Масса ВВ/ОВ, кг | Марка взрывателя  | Начальная скорость снаряда, м/с | Максимальная дальность стрельбы, км | Год принятия на вооружение |
| Кумулятивные                                            |                   |                 |                   |                                 |                                     |                            |
| 3БК6(М)                                                 | 21,63             |                 | ГПВ-2             | 680                             | 2                                   | 1968                       |
| 3БП1                                                    | 14,08             |                 | ГПВ-3, ГКН        | 740                             | 2                                   |                            |
| Осколочно-фугасные                                      |                   |                 |                   |                                 |                                     |                            |
| 53-ОФ-462(Ж)                                            | 21,7              | 3,67            | РГМ-2, В-90, АР-5 | 690                             | 15,2                                | 1930-е                     |
| 3ОФ7/3ОФ8                                               | 21,7              | 2,98            | АР-30             | 690                             | 15,2                                |                            |
| Шрапнельные                                             |                   |                 |                   |                                 |                                     |                            |
| 3Ш1                                                     | 21,76             | 2,075           | ДТМ-75            |                                 | 15,2                                |                            |
| Химические                                              |                   |                 |                   |                                 |                                     |                            |
| 53-ХСО-462Д                                             | 23,1              | 3,3             |                   |                                 |                                     |                            |
| 53-ХСО-463Б                                             | 22,2              | 1,325           |                   |                                 |                                     |                            |
| Дымовые                                                 |                   |                 |                   |                                 |                                     |                            |
| 3Д4(М)                                                  | 21,76             | —               | РГМ-2             | 690                             | 15,2                                |                            |
| Осветительные                                           |                   |                 |                   |                                 |                                     |                            |
| 53-С-463(Ж)                                             | 21,96             | —               | Т-7               | 687                             | 15,2                                |                            |
| 3С4(Ж)                                                  | 22,01             |                 | Т-90              |                                 |                                     |                            |
| Агитационные                                            |                   |                 |                   |                                 |                                     |                            |
| 3А1(Д)(Ж)(ДЖ)                                           | 21,5              | —               | Т-7               | 697                             | 15,2                                |                            |

Снаряды для САУ 2С2 «Фиалка»
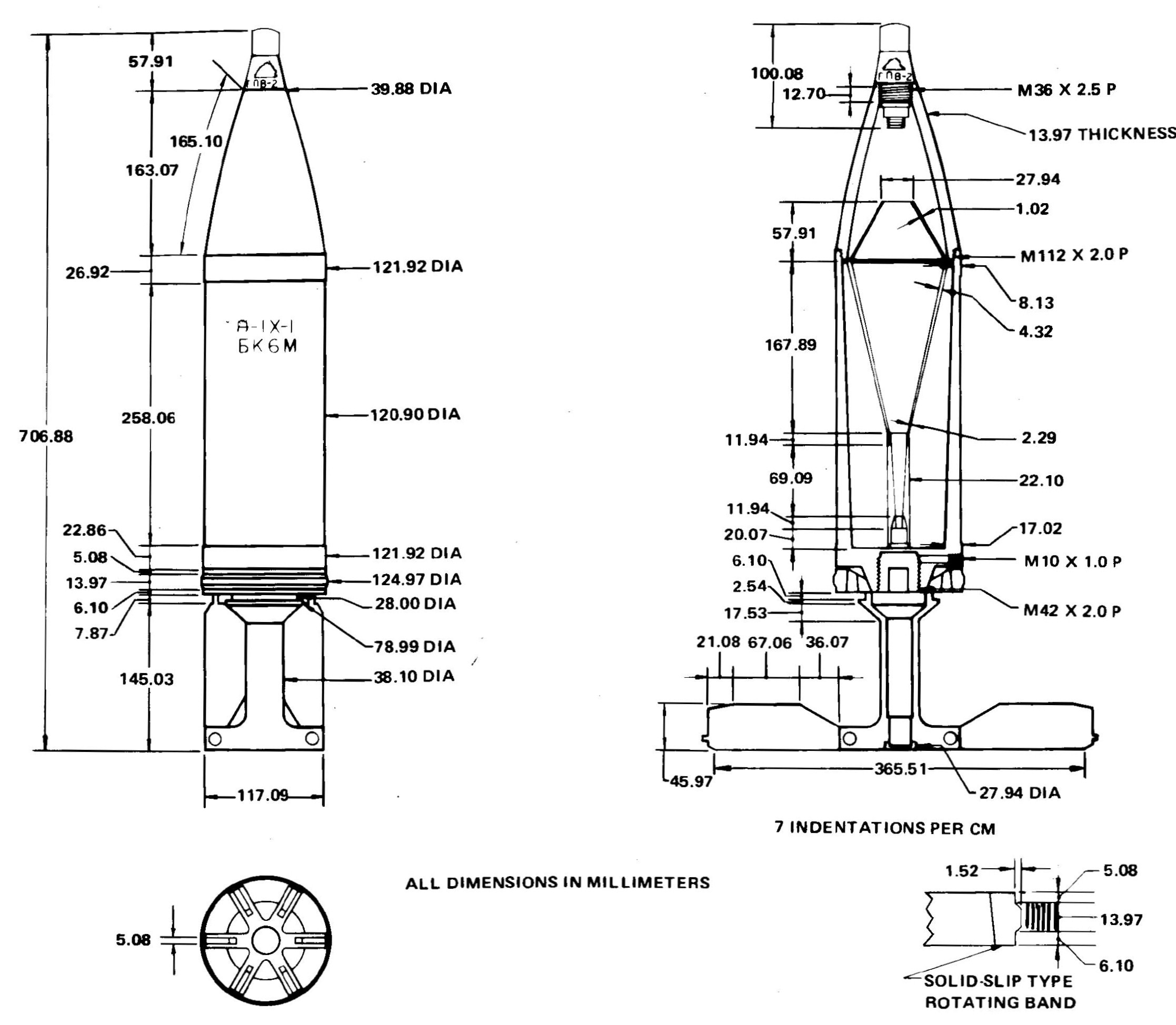
БКС 3БК6М
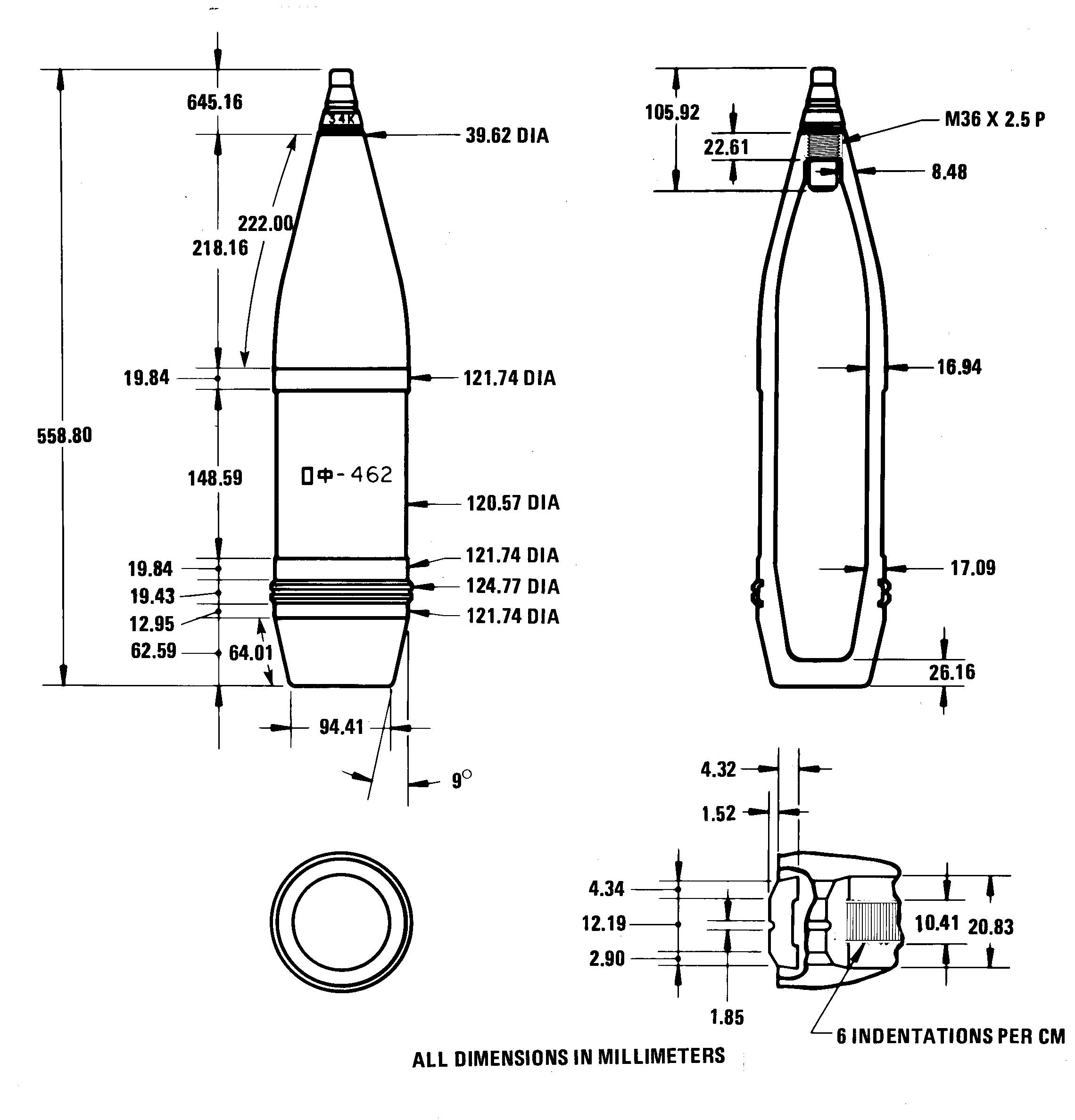
ОФС 53-ОФ-462
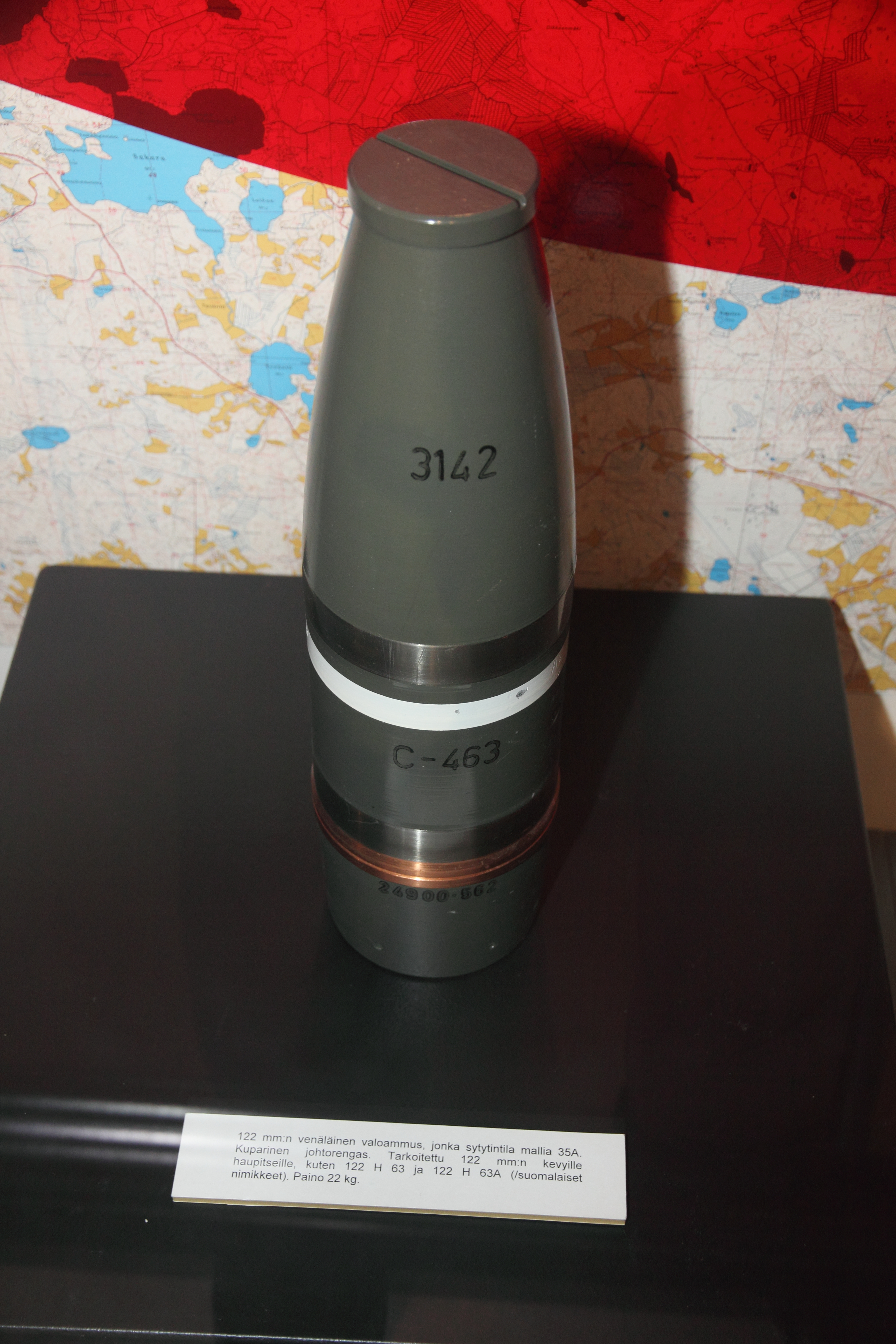
Осветительный снаряд 53-С-463

### Двигатель и трансмиссия
В 2С2 устанавливался V-образный 6-цилиндровый четырёхтактный дизельный двигатель 5Д20 мощностью 240 л.с. жидкостного охлаждения с газотурбинным наддувом. Двигатель имел возможность работать на дизельном топливе марок ДЛ, ДЗ и ДА. Основой двигателя служил тоннельный блок-картер V-образной формы с углом развала блоков цилиндров в 120°. Каждый блок состоял из трёх цилиндров с общей головкой. Для охлаждения в каждом блоке внутри головок и вокруг гильз цилиндров имелись специальные сообщающиеся между собой полости. В каждой головке цилиндра устанавливалось по два впускных и выпускных клапана. Воздух в цилиндры подавался через впускные коллекторы, а продукты сгорания удалялись с помощью выпускных коллекторов. В расточке блок-картера устанавливался коленчатый вал. Трансмиссия механическая, с однодисковым фрикционом сухого трения. Имела пять передних и одну заднюю передачу. Максимальная теоретическая скорость движения на пятой передней передаче составляла 60 км/ч.

### Ходовая часть
Ходовая часть 2С2 представляла собой модифицированное шасси боевой машины десанта БМД-1. Ходовая часть состояла из пяти пар сдвоенных обрезиненных опорных катков (позднее база была удлинена и в ходовую часть был добавлен ещё одна пара опорных катков). В задней части машины находились ведущие колёса, в передней — направляющие. Гусеничная лента состояла из мелких звеньев с шарнирами, соединёнными пальцами. Подвеска 2С2 — гидропневматическая, с изменяемым дорожным просветом. На первом и последнем опорных катках установлены двусторонние гидроамортизаторы.

### Средства десантирования

Средства доставки к месту десантирования САУ 2С2 «Фиалка»
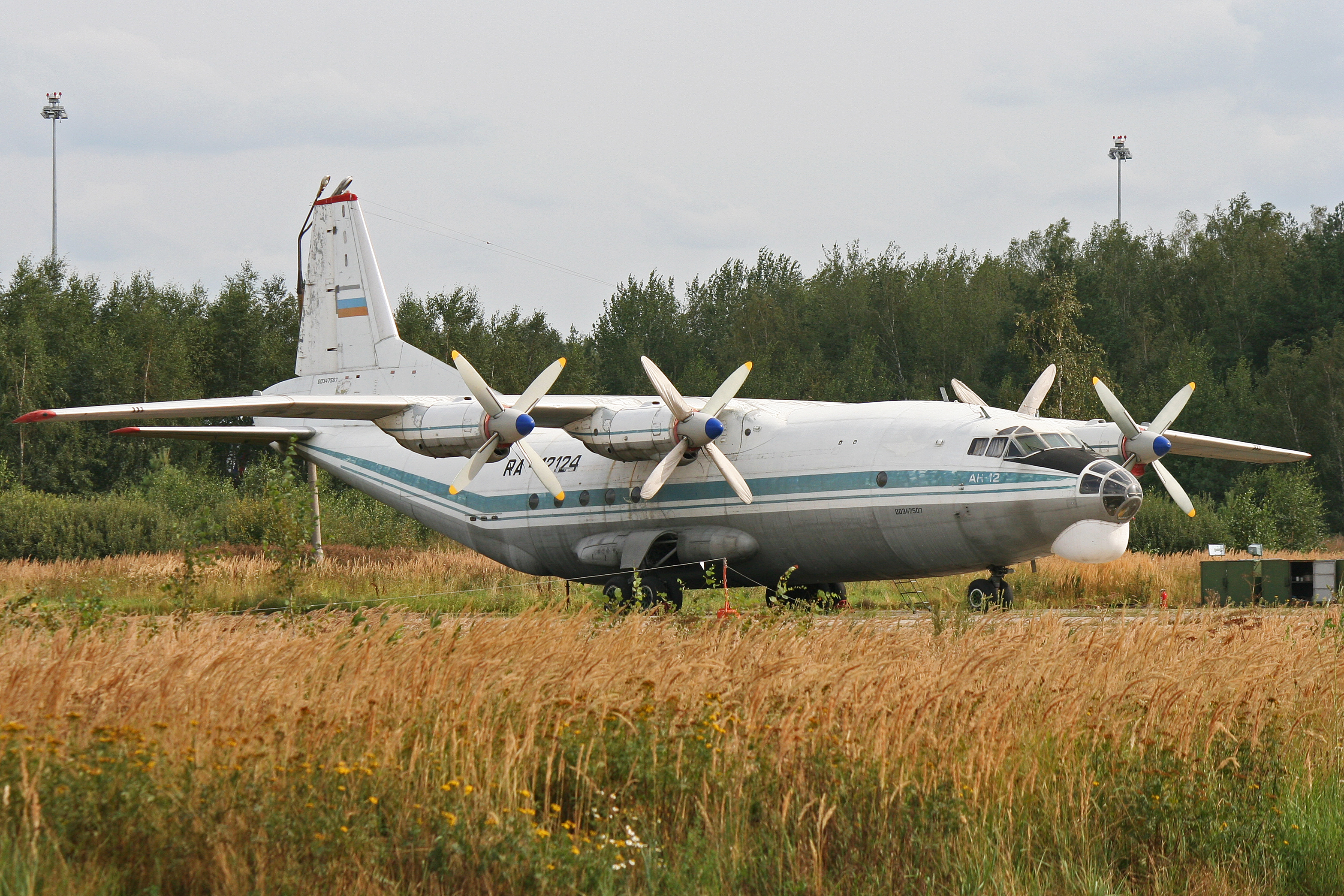
Военно-транспортный самолёт Ан-12
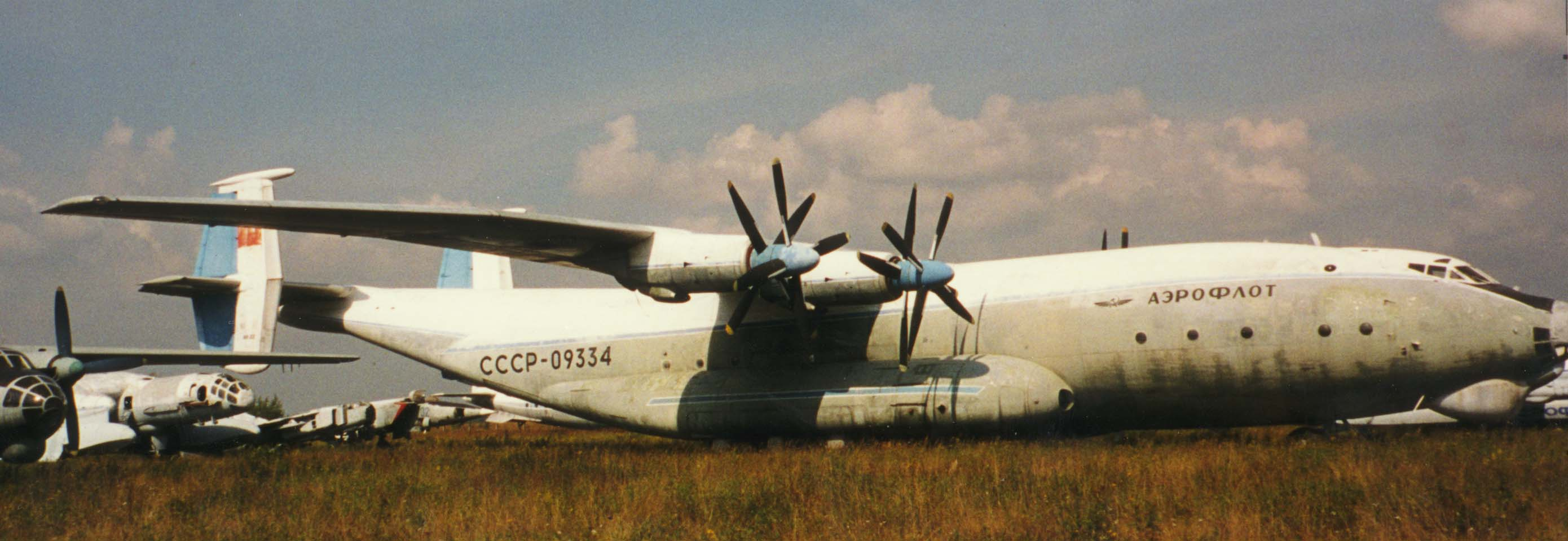
Военно-транспортный самолёт Ан-22
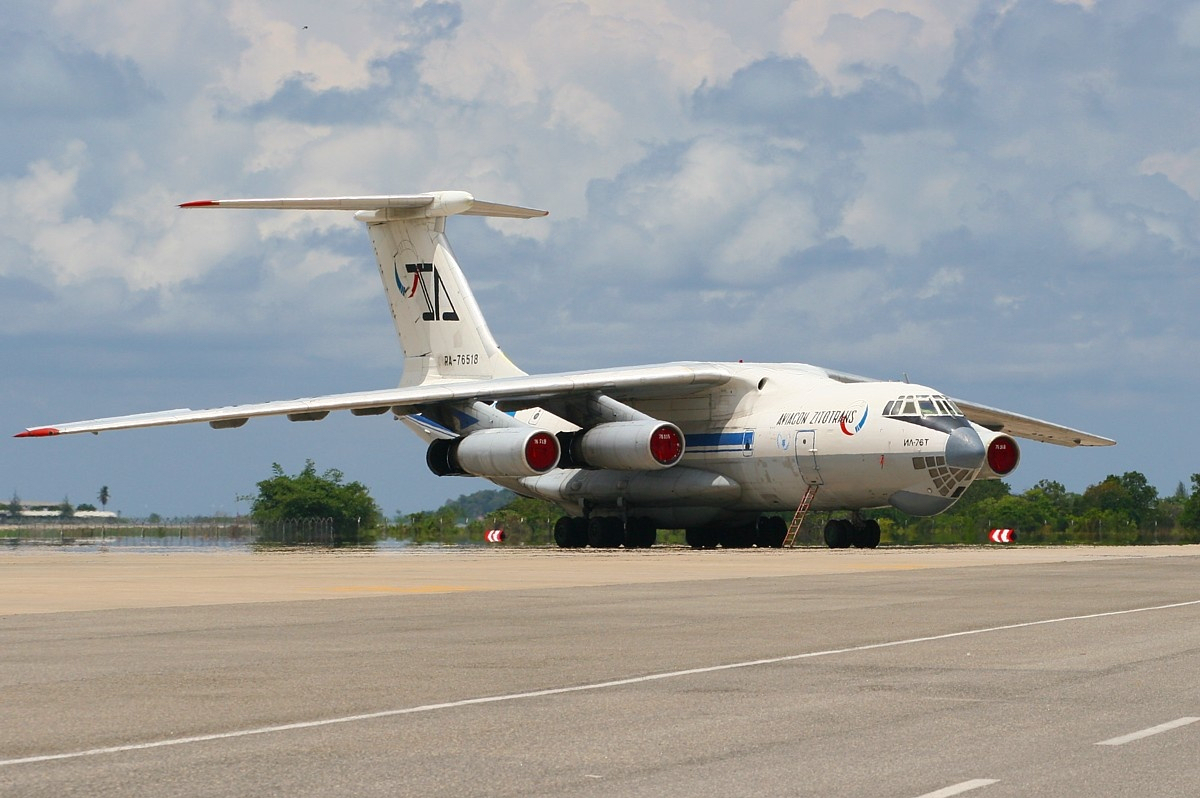
Военно-транспортный самолёт Ил-76

Предполагалось, что САУ «Фиалка», как и другая техника ВДВ на базе БМД-1 будет десантироваться как посадочным, так и парашютным способом с самолётов типа Ан-12. Специально для САУ 2С2 была разработана парашютная система П-155. В 1973 году на вооружение ВДВ была принята универсальная парашютная система 14П134, позволявшая десантировать парашютным способом боевые машины десанта БМД-1 и бронетранспортёры БТР-Д, а также машины на их базе. Парашютная система состояла из платформы П-7 и многокупольный парашютной системы МКС-5-128М. Система обеспечивала десантирование из самолётов Ан-12Б, Ан-22 и Ил-76. Основание платформы было выполнено из обшитой листами клёпанной рамы. Грузы крепились к платформе с помощью швартовочных элементов. При срабатывании парашютной системы в действие приводился радиомаяк Р-128. Для закрепления на монорельсе самолётов Ан-22 и Ил-76 парашютная система имела откидные направляющие ролики. Для установки в самолёт Ан-12Б использовались замки крепления к транспортёру. Полная масса системы составляла 1350 кг, а максимальная высота сбрасывания — 8 км. Десантирование экипажа производилось отдельно от самой машины, позднее на вооружение ВДВ поступили реактивные системы десантирования, позволявшие осуществлять сброс техники вместе с экипажем, однако к этому моменту работы над САУ 2С2 были закрыты.

## Машины на базе
В 1969 году Комиссией президиума Совета министров СССР по военно-промышленным вопросам было выпущено постановление, предписывающее разработку 120-мм самоходного миномёта для ВДВ. Миномёт должен был иметь баллистику полкового буксируемого миномёта образца 1955 года. Разработкой занималось конструкторское бюро транспортно-химического машиностроения. В качестве базового использовалось шасси самоходной гаубицы 2С2. Миномёт устанавливался в штатное место крепления гаубицы 2А32. Согласно тактико-техническому заданию, самоходный миномёт должен был обеспечивать углы обстрела по горизонту от −15 до +15°, кроме того, дополнительно должен был устанавливаться 12,7-мм зенитный пулемёт «Утёс». Однако в ходе проектирования сектор горизонтального обстрела был уменьшен до 20°, а пулемёт исключён из состава изделия. С началом работ по универсальному САО 2С9 «Нона-С» разработка миномёта «Ландыш» была остановлена.

## Оценка машины
|                                                                               | 2С1      | 2С2        | 2С9        |
| ----------------------------------------------------------------------------- | -------- | ---------- | ---------- |
| Год принятия на вооружение                                                    | 1970     | не принята | 1981       |
| Средства десантирования                                                       | 4П134    | 14П134     | 1П162М     |
| Масса со средствами десантирования, т                                         | до 20    | до 10      | до 10      |
| Количество перевозимых САУ самолётом Ан-12Б/Ан-22 при авиадесантировании, шт. | 0/2      | 2/4        | 2/4        |
| Экипаж, чел.                                                                  | 4        | 4          | 4          |
| Тип установки орудия                                                          | башенная | рубочная   | башенная   |
| Марка орудия                                                                  | 2А31     | 2А32       | 2А51       |
| Длина ствола, клб                                                             | 35       | 35         | 24,2       |
| Углы ВН, град.                                                                | −3…+70   | −3…+70     | −4…+80     |
| Углы ГН, град.                                                                | 360      | 30         | 70         |
| Возимый боезапас, выстр.                                                      | 40       | 40         | 25         |
| Минимальная дальность стрельбы ОФС (ОФМ), км                                  | 4,2      | 4,2        | 0,9 (0,43) |
| Максимальная дальность стрельбы ОФС (ОФМ), км                                 | 15,2     | 15,2       | 8,8 (7,1)  |
| Максимальная дальность стрельбы АР ОФС, км                                    | —        | —          | 12,8       |
| Бронепробиваемость БКС, мм                                                    | 460      | 460        | 600        |
| Масса ОФС, кг                                                                 | 21,76    | 21,76      | 17,2       |
| Коэффициент наполнения ВВ ОФС, %                                              | 18,3     | 18,3       | 24,7       |
| Площадь поражения ОЖС ОФ-снарядом, м²                                         | 800      | 800        | 1800—2200  |
| Боевая скорострельность, выстр/мин                                            | 4—5      | 4—6        | 6—8        |
| Максимальная скорость по шоссе, км/ч                                          | 65       | 60         | 60         |
| Запас хода по шоссе, км                                                       | 500      | 500        | 500        |

По предварительным оценкам, введение новой техники в артиллерийские подразделения ВДВ должно было повысить их возможности в 1,6 раза. Гаубица «Фиалка» по ряду причин не была принята на вооружение. Основной причиной была высокая отдача орудия 2А32 с баллистикой гаубицы Д-30, которую не выдерживало шасси БМД-1. Предпринимались попытки ввести в состав ВДВ самоходную гаубицу 2С1, предназначенную для сухопутных войск. Такое решение не позволяло перевозить в самолётах типа Ан-12 больше одной 122-мм САУ, а десантирование могло осуществляться только посадочным способом. С началом разработки САО 2С9, дальнейшее продолжение работ по самоходной гаубице «Фиалка» и самоходному миномёту «Ландыш» (который разрабатывался в то же время), стало нецелесообразно.
|                                                   | 2С2      | XM104    |
| ------------------------------------------------- | -------- | -------- |
| Год разработки                                    | 1968     | 1963     |
| Масса, т                                          | до 10    | до 3,9   |
| Тип установки орудия                              | рубочная | открытая |
| Марка орудия                                      | 2А32     | M103     |
| Длина ствола, клб                                 | 35       | 30       |
| Углы ВН, град.                                    | −3…+70   | −6…+65   |
| Углы ГН, град.                                    | 30       | 360      |
| Возимый боезапас, выстр.                          | 40       |          |
| Максимальная дальность стрельбы ОФС, км           | 15,2     | 11,5     |
| Максимальная дальность стрельбы АР ОФС, км        | —        | 15       |
| Бронепробиваемость БКС, мм                        | 400      | 200      |
| Масса ОФС, кг                                     | 21,76    | 15       |
| Приведённая площадь поражения ОЖС ОФ-снарядом, м² | 310      | 285      |
| Максимальная скорость по шоссе, км/ч              | 60       | 56       |

Помимо СССР, разработки по созданию лёгкой самоходной гаубицы для ВДВ велись также и в США. В 1963 году была создана опытная САУ XM104, представлявшая собой десантируемое шасси, на крыше которого открыто устанавливался поворотный верхний станок со 105-мм гаубицей M103, установленной также на САУ M108. После испытаний на Абердинском полигоне руководство Министерства обороны США пришло к выводу, что такая система не представляет интереса для Армии США и закрыло программу XM104.

### Сноски
1. ↑  Отличается от снаряда 3ОФ7 использованием железокерамического пояска вместо медного.
2. ↑  Отличается от снаряда 53-ОФ-462 использованием железокерамического пояска вместо медного.
3. ↑  На максимальном заряде.
4. ↑  Отравляющее вещество Р-43 (вязкий люизит).
5. ↑  Отравляющее вещество Р-35 (зарин).
6. ↑  Десантирование возможно только посадочным способом, так как масса сбрасываемого груза со средствами десантирования не должна превышать 10 тонн. При десантировании посадочным способом самолёты Ан-12Б могут перевозить только одну САУ 2С1 «Гвоздика»
7. ↑  Данные по советской методике измерения бронепробиваемости. Следует иметь в виду, что в разное время и в разных странах использовались различные методики определения бронепробиваемости. Как следствие, прямое сравнение с аналогичными данными других орудий часто оказывается невозможным либо некорректным.
8. 1 2  Для снаряда 3БК13.
9. ↑  Для снаряда 3БК19.
10. 1 2 3  Для снаряда 53-ОФ-462.
11. ↑  Для активно-реактивного снаряда 3ОФ50.
12. ↑  Для снаряда 3ОФ49.
13. ↑  Следует иметь в виду, что в разное время и в разных странах использовались различные методики определения бронепробиваемости. Как следствие, прямое сравнение с аналогичными данными других орудий часто оказывается невозможным либо некорректным.
14. ↑  Для снаряда 3БК6.
15. ↑  Для снаряда M67.
16. ↑  Для снаряда M1.